# 남산도서관 (춘천시)
남산도서관은 강원특별자치도 춘천시 소재의 시립 도서관으로 춘천시립도서관의 분관이다.

## 연혁
- 2001년 5월 21일 개관.

## 이용 안내
휴관일
- 매주 월요일, 국가지정공휴일, 12.30-31(2일)

이용시간
- 열람실: 09:00 ~ 22:00
- 종합자료실, 어린이실, 정보검색실 : 09:00 ~ 18:00 (033-245-5560)